# Fritz Husemann

Friedrich Ernst Husemann (1932)

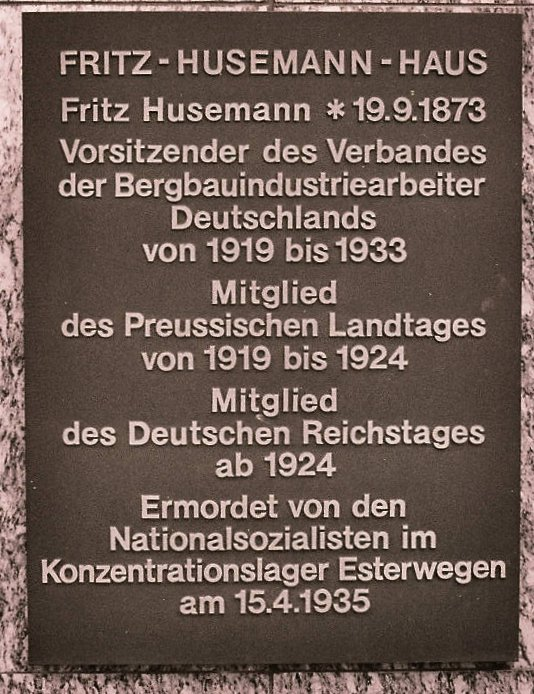
Gedenktafel am Sitz der IG Bergbau, Chemie, Energie in Bochum

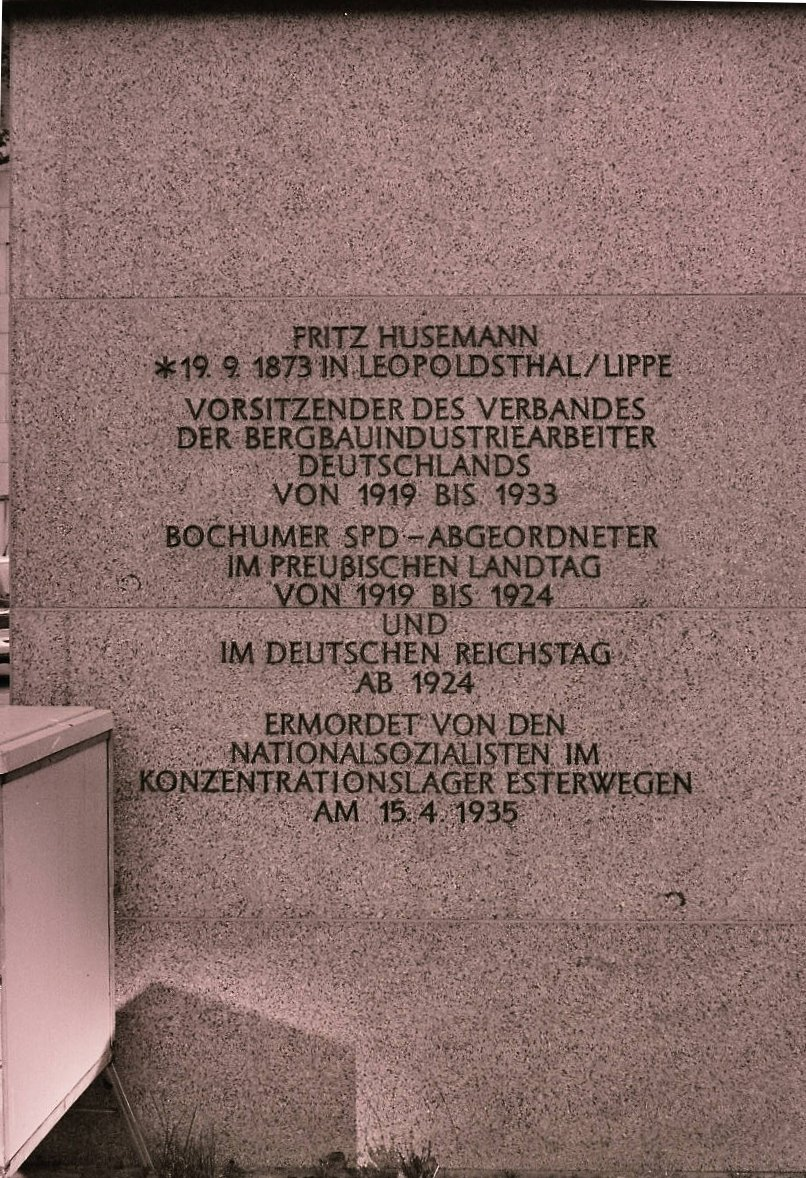
Ehemalige Gedenkinschrift am gleichnamigen Platz in der Bochumer Innenstadt, durch Umbaumaßnahmen entfernt

Friedrich (Fritz) Ernst Husemann (* 19. September 1873 in Leopoldstal; † 15. April 1935 in Sögel) war Gewerkschafter, Vorsitzender des Verbandes der Bergbauindustriearbeiter Deutschlands in den Jahren 1919 bis 1933, Mitglied des Preußischen Landtags von 1919 bis 1924 und Mitglied des Reichstages für die SPD von 1924 bis 1933.

## Leben

### Kindheit und Ausbildung
Fritz Husemann wuchs in ärmlichen Verhältnissen einer Steinhauerfamilie auf und begann mit 14 Jahren eine Lehre als Steinmetz, wechselte aber bald in den Maurerberuf, den er in Bega erlernte. Im erwerbslosen Winter nahm er Privatunterricht und besuchte eine Fortbildungsschule in Horn. Im Jahr 1891 zog er nach Bielefeld. Zunächst war Husemann aktiver Anhänger der liberalen Fortschrittspartei, trat aber am 1. Mai 1891 in Bielefeld der SPD bei, nachdem er sich zuvor schon der (freigewerkschaftlichen) Maurergewerkschaft angeschlossen hatte. Fritz Husemann lebte seit 1892 im Ruhrgebiet, war Zechenmaurer und Bergmann in Dortmund, später in Bochum und trat der freigewerkschaftlichen Bergarbeiterorganisation („Alter Verband“) bei.

### Politik und Gewerkschaftsarbeit
Nach dem Bergarbeiterstreik von 1893 engagierte sich Husemann stärker im Bergbauindustriearbeiterverband. Zunächst war er ehrenamtlich für Partei und Gewerkschaft unter anderem als Hauskassierer tätig und an der Gründung eines Bildungsvereins und eines Arbeitergesangsvereins beteiligt. Zwischen 1894 und 1895 lebte er wieder in Leopoldstal, wo er 1895 die Gründung des SPD-Ortsvereins initiierte. Danach ging er ins Ruhrgebiet zurück, wo er nach seiner Militärzeit in Annen wieder als Bergmann arbeitete.
Im Jahr 1900 wurde Husemann hauptamtlicher Kreisvertrauensmann des Bergarbeiterverbandes in Dortmund. 1902 wurde er als Verbandsbeamter hauptberuflicher Gewerkschaftsangestellter in der Bochumer Gewerkschaftszentrale. 1905 wurde er Vorsitzender des Bergarbeiterverbands im Landkreis Bochum. Bereits 1903 wurde er in den Vorstand des gesamten Bergarbeiterverbands und 1911 zum stellvertretenden Vorsitzenden gewählt. Im Jahr 1920 wurde er Vorsitzender und Vorstandsmitglied der Bergarbeiter-Internationale. 1915 wurde er zwar als Soldat eingezogen, aber bereits 1916 freigestellt, weil er Betriebs- und Lohnfragen im Ruhrgebiet zu lösen hatte.
Im November 1918 wurde Husemann Vorsitzender des Bochumer Arbeiter- und Soldatenrats. In den Jahren 1919 bis 1924 gehörte er dem Preußischen Landtag und als Nachfolger von Otto Hue von Mai 1924 bis 1933 dem Deutschen Reichstag an. Seit 1919 war er auch Bochumer Stadtverordneter und gehörte 1924 als Aufsichtsratsmitglied dem Rheinisch-Westfälischen Kohlen-Syndikat in Essen an. Bis zu seinem Tode behielt er seinen Wohnsitz in Bochum.

### Verhaftung und Tod
Als Reaktion auf die Machtergreifung der Nationalsozialisten 1933 fand am 12. Februar 1933 eine Demonstration der Eisernen Front mit um 10.000 Teilnehmern statt. Bei ihr sprach Franz Vogt die Begrüßungsworte. Bei der Abschlusskundgebung im Schützenhof gab es noch Reden von Fritz Husemann und Heinrich König. Diese dürften vor Verhaftung und Verfolgung bzw. Exil die letzten öffentlichen Auftritte der drei lokal bedeutenden Politiker gewesen sein. Fritz Husemann wurde am 11. März 1933 in seiner Wohnung in der Brunsteinstraße durch die SA mit vielen anderen Bochumer Sozialdemokraten vorübergehend verhaftet und am 2. Mai 1933 nach der Besetzung des Hauses des Bergarbeiterverbands in Bochum fristlos entlassen. Bis zum 3. Juli 1933 wurde er mehrfach inhaftiert und durch die Polizei verhört. Obwohl ihm der amerikanische Bergarbeiterverband (United Mine Workers of America) zur Emigration riet, lehnte er diese ab. Er hielt auch illegal Gewerkschaftsverbindungen aufrecht und vertrat (erfolglos) in Prozessen entlassene Angestellte des Bergarbeiterverbands.
Am 18. März 1935 verklagte er die Deutsche Arbeitsfront auf Entschädigungszahlungen. Daraufhin wurde Fritz Husemann am selben Tag erneut im Polizeigefängnis Bochum inhaftiert und am 13. April 1935 in das KZ Esterwegen überführt. Bereits einen Tag nach seiner Einlieferung schoss ihm die KZ-Mannschaft bei einem angeblichen Fluchtversuch in den Bauch. Bis heute ist nicht klar, ob er sofort oder am darauffolgenden Tag im Kreiskrankenhaus Sögel starb.
Die Einäscherungsfeier in Dortmund und die Beisetzung auf dem Bochumer Hauptfriedhof sollte in aller Stille stattfinden. Die Nachricht sprach sich aber in Windeseile herum, und es wohnten 1000 Menschen bei. Es war eine beeindruckende Kundgebung für die persönliche Popularität Husemanns, aber auch für den Zusammenhalt der freigewerkschaftlichen Bergarbeiterbewegung. Anwesend waren u. a. namhafte Mitglieder von SPD, ADGB und Reichsbanner Schwarz-Rot-Gold. Die Gestapo, welche den demonstrativen Charakter der Trauerfeier verstanden, verhaftete sechs Trauergäste. Sein Grabstein trägt die Inschrift: „Ein Leben für die Bergarbeiter“.

## Gedenken

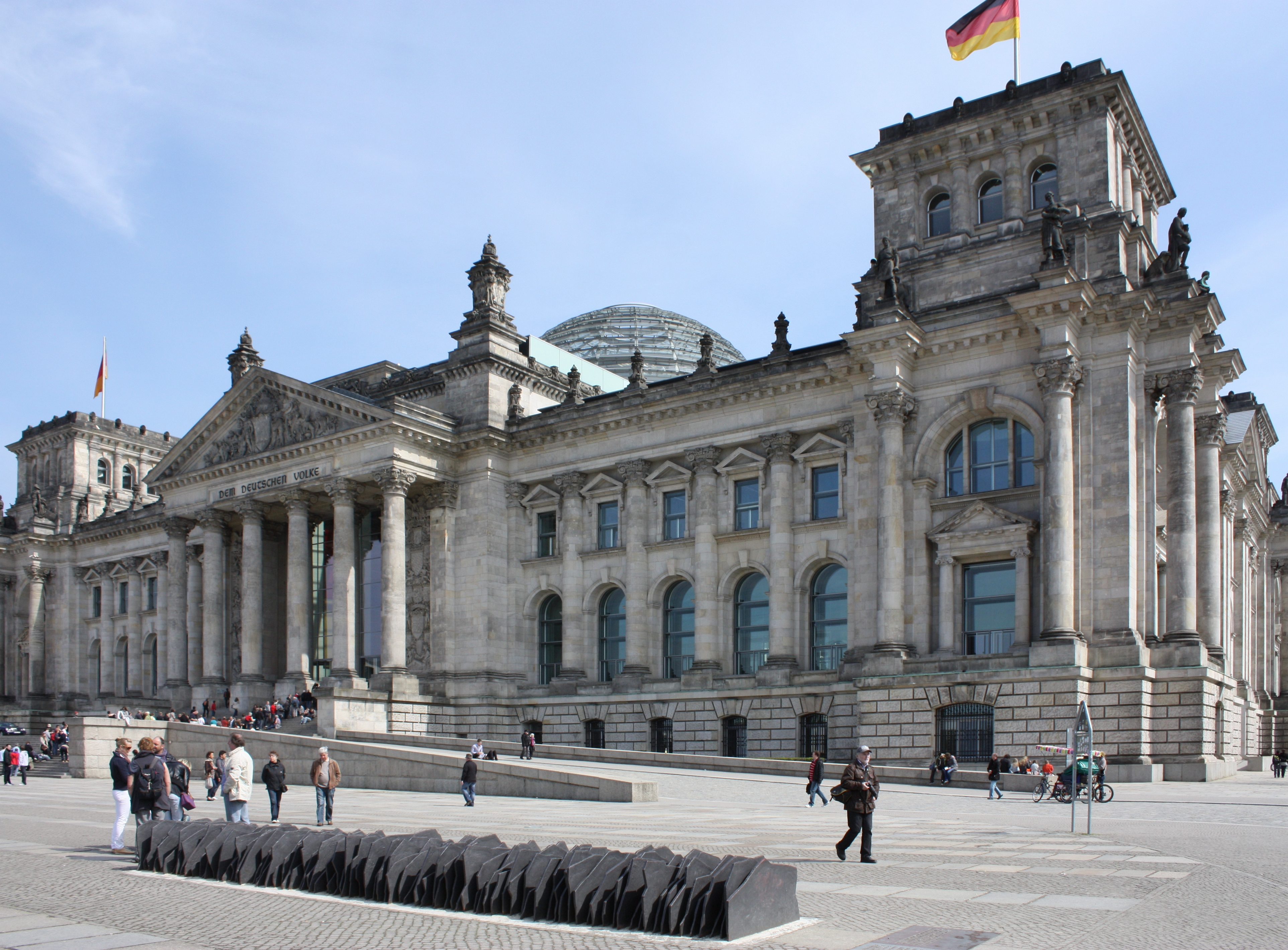
Eine von 96 Gedenktafeln am Reichstag erinnert an Husemann

Bei dem Grab von Fritz Husemann wurden in einer vorgelagerten Fläche weitere 19 Urnen von Widerstandskämpfern und Opfer der NS-Zeit bestattet. Sie starben alle in verschiedenen Konzentrationslagern. Die Fläche ist in ihrer heutigen Form im Rahmen der Umbettungen von Kriegstoten im Juni 1967 entstanden. Laut Aktenlage liegt auf Feld 8, Nr. 172 h auch der Schwiegersohn von Husemann, Heinrich Müller. Er starb an Misshandlungen durch die Nationalsozialisten am 18. September 1943 in Witten.
Nach Fritz Husemann sind einer von zwei zentralen Plätzen in der Innenstadt von Bochum und das ehemalige Bürohaus Bochum als „Fritz-Husemann-Haus“ benannt, ebenso je eine Hauptstraße in Gelsenkirchen und Witten. Seit dem Jahr 1992 erinnert in Berlin in der Nähe des Reichstags eine der 96 Gedenktafeln für von den Nationalsozialisten ermordete Reichstagsabgeordnete an Husemann.

## Familie
Fritz Husemanns Enkel war der langjährige Frankfurter Polizeipräsident und hessische Regierungspräsident Knut Müller.